# جرج اوگاستس اودن
جرج اوگاستس اودن (انگلیسی: George Augustus Auden؛ ۱ ژانویهٔ ۱۸۷۲ – ۱ ژانویهٔ ۱۹۵۷) پزشک انگلیسی، استاد بهداشت عمومی، مدرس پزشکی و نویسنده در زمینه باستان‌شناسی بود.
وی پدر شاعر ویستن هیو اودن و زمین‌شناس جان بیکنل اودن بود.